# São José do Belmonte (ort)
São José do Belmonte är en ort i Brasilien.   Den ligger i kommunen São José do Belmonte och delstaten Pernambuco, i den östra delen av landet, 1 300 km nordost om huvudstaden Brasília. São José do Belmonte ligger 493 meter över havet och antalet invånare är 14 211.
Terrängen runt São José do Belmonte är platt. Det finns inga andra samhällen i närheten.
Omgivningarna runt São José do Belmonte är huvudsakligen savann. Runt São José do Belmonte är det ganska glesbefolkat, med 23 invånare per kvadratkilometer.